# 田原川 (沖縄県)
田原川（たばるがわ）は、沖縄県八重山郡与那国町を流れる河川である。

## 地理
沖縄県八重山郡与那国町の中心地域となる北部を流れる。宇良部山から随分離れた場所に源を発し、町役場などがある市街地の南側を流れ東シナ海に注ぐ。

## 水質
年々、生活排水や土地改良で川が汚れ、一部ヘドロや悪臭が発生している。下水処理場を建設し、住民などで、清流を取り戻すための活動が続けられている。